# Noccaea angustifolia
Noccaea angustifolia là một loài thực vật có hoa trong họ Cải. Loài này được F.K. Mey. mô tả khoa học lần đầu tiên năm 1973.